# Hordeum parodii
Hordeum parodii là một loài thực vật có hoa trong họ Hòa thảo. Loài này được Covas mô tả khoa học đầu tiên năm 1951.